# Egyesítő Egyház
A Szentlélek Társasága a Világ Kereszténységének Egyesítéséért, más néven Egyesítő Egyház a kereszténységből származó új vallási mozgalom, amelyet Mun Szonmjong alapított 1954-ben Dél-Koreában. Mun Szonmjong 2012. szeptemberi halála után felesége, Han Hakcsa (hangul: 한학자, RR: Han Hak-Ja?, ismertebb nevén Hak Ja Han Moon) vette át az Egyesítő Egyház vezetését. 
Szerte a világon vannak tagjai, a legnagyobb számban Dél-Koreában és Japánban. Az egyháznak hatalmas temploma található Szöulban. A tagság létszámára vonatkozó becslések több százezertől néhány millióig terjednek. Az egyháznak és tagjainak tulajdonában és üzemeltetésében olyan szervezetek vannak, amelyek politikai, kulturális, kereskedelmi, média-, oktatási és egyéb tevékenységeket végeznek. Az egyházait, illetve alapítóit gyakran érték kritikák politikai tevékenységeikért (különösen az Egyesült Államokban), melyek hangsúlya az antikommunista tanításokról és programokról az elmúlt években a két Korea újraegyesítésére helyeződött át .
Az Egyesítő Egyház hittételeit a Divine Principle (Az Isteni Alapelv) című könyv foglalja össze, melynek legfőbb eltérései a nikaiai zsinat tanításaitól a Jézus küldetésével kapcsolatos tanítások, valamint a "jóvátétel" fogalmának hangsúlyozása. Az Isteni Alapelv tanúságot tesz egy egyetemes Isten létezéséről; minden ember, jók és gonoszok, élők és holtak megváltásáról; az Isteni gondviselés szempontjából értelmezi az Ószövetségi és Újszövetségi történelmet, Jézus küldetését és eredményeit, majd arra a következtetésre jut, hogy Koreában, a XX. században teljesedik be Krisztus második eljövetele. Az Egyesítő Egyház tagjai szerint ez a visszatérő Messiás maga Mun Szonmjong. 
Az Egyesítő Egyház nemzetközi vegyesházaságokkal és az abból eredő "igaz családokkal" próbálja megteremteni a világbékét és Isten eredeti eszményét, világszerte és Magyarországon is leginkább tömeges esküvőivel kapcsolatban kerül a hírekbe.